# 휘슬!
《휘슬!》(일본어: ホイッスル! 호잇스루![*], 영어: Whistle!)은 히구치 다이스케의 소년 축구 만화이자 그것을 원작으로 한 애니메이션 작품이다. 1998년부터 2002년까지 주간 소년 점프에서 전체 216화로 연재되었다. 2002년 5월 5일부터 2003년 2월 3일까지 일본 애니맥스에서 총 39화로 방영되었다.
대한민국에서는 《내일은 축구왕》이라는 제목으로 2006년에 애니맥스에서 방영되었다.

## 등장인물
- 카자마츠리 쇼 (강풍)
- 미즈노 타츠야 (김민철)
- 후와 다이치
- 사토 시게키 (조재영)
- 고미 카오루
- 하나자와 히데오미
- 노로 히로요시
- 타카이 마사토

## 주제가
- 오프닝

- Double wind

- 엔딩

- Sweet days